# École de Glasgow (littérature)
Pour les articles homonymes, voir École de Glasgow.
L’école de Glasgow est un mouvement littéraire fondé par Alasdair Gray, James Kelman et Tom Léonard au début des années 1970. L'école tire son nom d’un groupe de peintres de Glasgow dont faisait partie Alasdair Gray (Glasgow School of Art). Elle a commencé à Glasgow et s’y concentre toujours aujourd’hui, même si d’autres auteurs écossais y ont depuis été rattachés. Le mouvement a influencé la littérature écossaise, britannique et même mondiale.
Pour le critique littéraire André Clavel, l'école de Glasgow « est un aréopage de romanciers aux idées noires, qui peignent le naufrage des grandes cités industrielles en réinventant Dickens et Zola dans la patrie de Stevenson ». 
Les écrivains de l’école de Glasgow ont en commun une tradition écossaise de réalisme social, le goût du détail vrai, l’intérêt pour les classes populaires, l’emploi intensif du parler écossais et la protestation sociale contre l’abaissement des classes populaires, contre la vacuité de la vie contemporaine. En outre, comme dans tout mouvement réaliste, ils sont constamment à la recherche de sujets d’actualité, souvent dérangeants : drogue, sexe, crime, violence, corruption. Ainsi coupée « délibérément de tout passé littéraire », l’école décrit « la réalité sociale de l’Écosse contemporaine. 
Politiquement, les fondateurs étaient tous de « tendance socialiste », opposés à la guerre du Viêt-Nam et à la politique de Margaret Thatcher. Cependant, la « fiction prime toujours sur la politique » et les écrivains écossais plus jeunes semblent moins engagés.
Pour un écrivain écossais, employer la langue écossaise est un acte politique. Les écrivains de Glasgow insistent particulièrement sur le fait que l’utilisation dans leurs œuvres du parler écossais tel qu’il est pratiqué dans cette ville restaure la dignité et la culture de la classe populaire : écrire sur ces gens sans se servir de leur langage serait leur faire insulte.
Alan Warner (Morvern Callar) et James Kelman (Le Poinçonneur Hines) « soutiennent l’hypothèse de l’égalité linguistique : toutes les langues se valent, il n’existe ni règle fixe ni point de référence unique ; le système politique central est refusé comme est rejetée Londres, capitale culturelle ». Lorsque James Kelman obtint le Booker Prize en 1994 pour How late it was, how late, plusieurs jurés démissionnèrent contre son utilisation trop fréquente du mot « fuck ». 
Irvine Welsh est très souvent associé à l’école de Glasgow par son attachement à reproduire le vrai langage et la culture des classes populaires. Bien qu’il soit originaire d’Édimbourg, son univers entièrement consacré à cette ville rappelle la passion des écrivains de Glasgow pour la leur et ils partagent bien sûr une même culture écossaise. La différence la plus notable est plutôt politique : Welsh n’est absolument pas nationaliste et il raille même l’indépendantisme écossais (Gray, Kelman, Banks sont officiellement indépendantistes) et ses nouvelles élites dans ses romans. Dans Recettes intimes de grands chefs, un indépendantiste perd sa virilité alors qu’il fabrique une bombe entre ses cuisses : puissante métaphore et antithèse d’un Alasdair Gray qui vante les mérites d’une Nouvelle-Écosse.
Une des caractéristiques du courant a été le recours au fantastique. Alasdair Gray, George MacBeth, Margaret Elphinstone, Ron Butlin ont tous utilisé dans leurs œuvres le fantastique ou le bizarre. Lanark d’Alasdair Gray est un des plus importants romans contemporains de fantasy et de science-fiction. Iain Banks est considéré comme un écrivain majeur et particulièrement novateur de la science fiction.  
L’école de Glasgow a influencé aussi des auteurs de noir et de polar, Ian Rankin (originaire d’Edimbourg) est parfois cité comme en faisant partie. 

## Sources
- Christine Jordis, « Gens de Glasgow », Le Monde des livres, 22 février 2008
- Fabrice Lardreau, « Entretien avec Alasdair Gray, chef de file de l’école de Glasgow », Transfuge n°5, janvier 2005
- (en) David McCordick, Scottish Literature : An Anthology, Peter Lang, 1996
- Bernard Quiriny, « Mêlée écossaise », Le Magazine littéraire, janvier 2008
- Dossier « École de Glasgow » sur le site de la librairie Mollat